# Сиденем Едвардс
Сиденем Тіст Едвардс (англ. Sydenham Teast Edwards; 1769 — 8 лютого 1819) — британський ботанік, художник (майстер ботанічної ілюстрації та зображення тварин). 

## Біографія
Сиденем Едвардс народився 1769 року у містечку Аск, Монмутшир. 
У Едвардса рано проявився талант до малювання, коли йому було лише 11 років, він копіював зображення з книги «Flora Londinensis» для власного задоволення. Друг засновника журналу Curtis's Botanical Magazine Вільяма Кертіса містер Денман побачив роботи Едвардса і розповів про них Кертісу. Вільям Кертіс почав навчати Едвардса ботаніці та ботанічній ілюстрації.
Ілюстрації Едвардса виявилися дуже популярними. Сиденем Едвардс був першим художником на повний робочий день, який працював у Curtis's Botanical Magazine. Він був головним художником цього журналу протягом 27 років, до того часу, як у 1815 році редактором став Джон Сімс, наступник Кертіса, і між Сімсом та Едвардсом виникли непорозуміння. Того ж 1815 року Едвардс заснував власний ботанічний журнал Botanical Register. Сиденем Едвардс був членом Лондонського Ліннеївського товариства. 
Сиденем Едвардс помер 8 лютого 1819 року, похований на території Старої церкви у Челсі у Лондоні.

## Ботанічні та зоологічні ілюстрації Едвардса

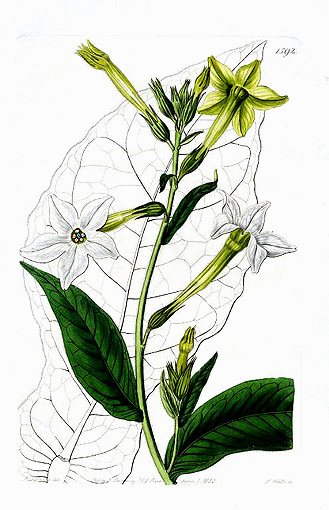
Nicotiana persica Lindl.
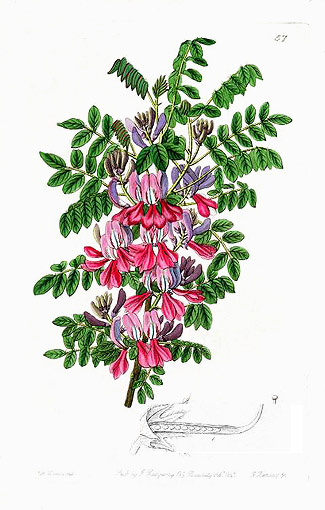
Indigofera dosua Buch.-Ham. ex D.Don
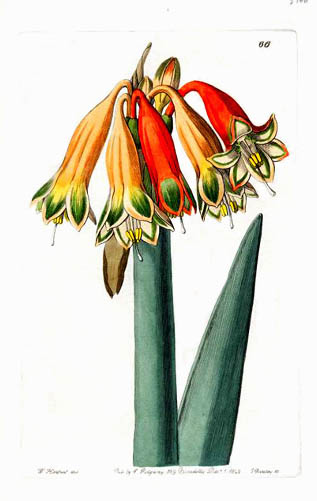
Coburgia versicolor Herb.
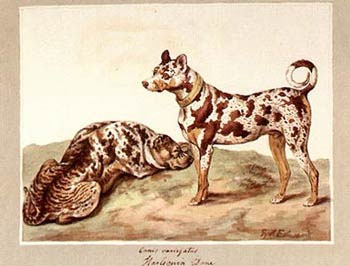
Canis variegatus Harlequin Dane
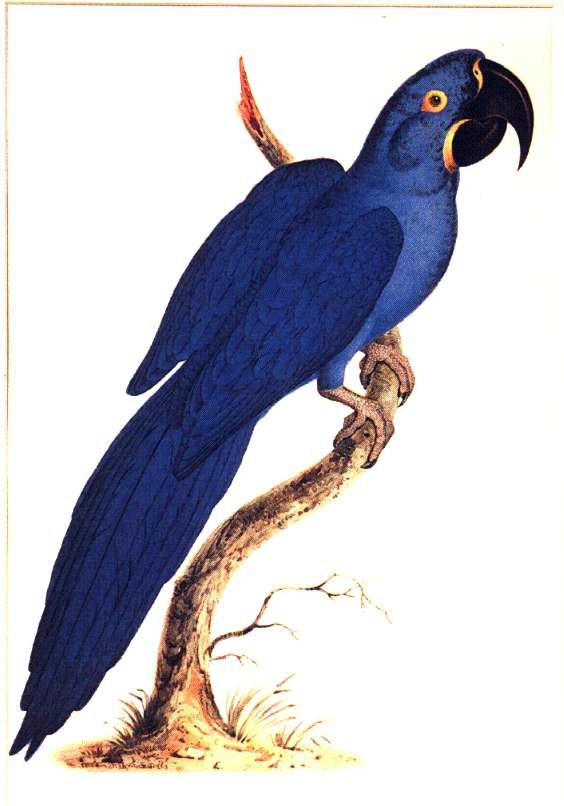
Anodorhynchus hyacinthinus
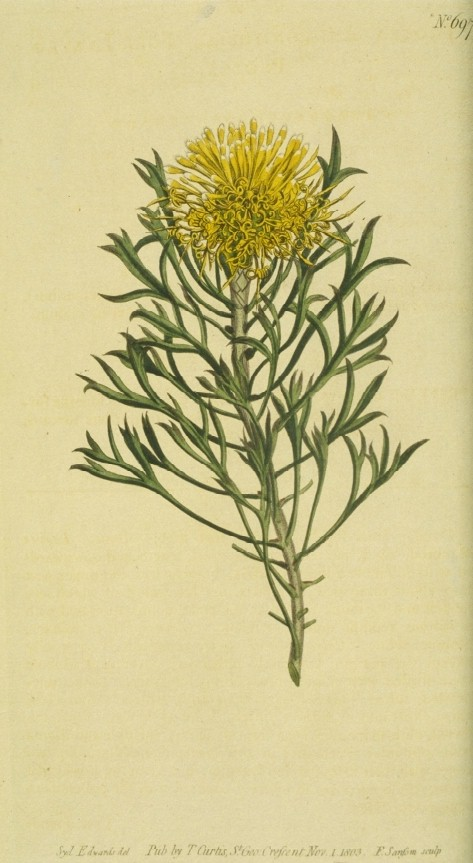
Isopogon anemonifolia
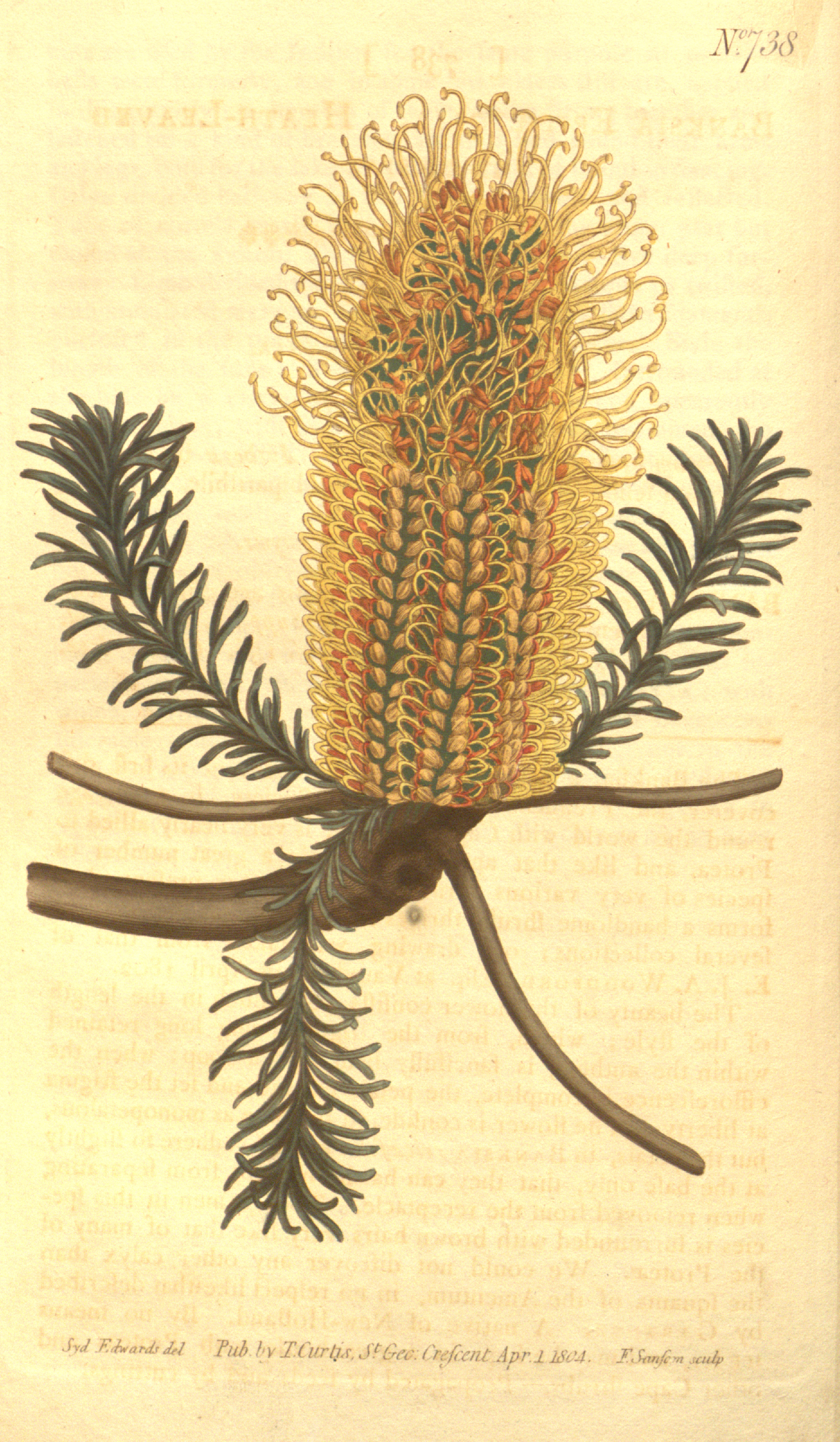
Banksia ericifolia
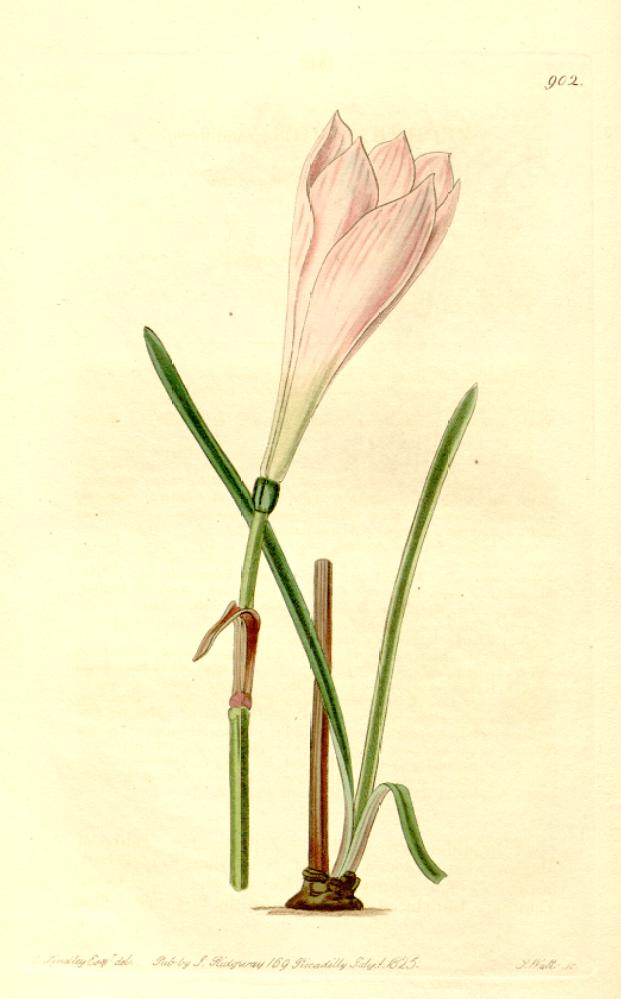
Zephyranthes minuta
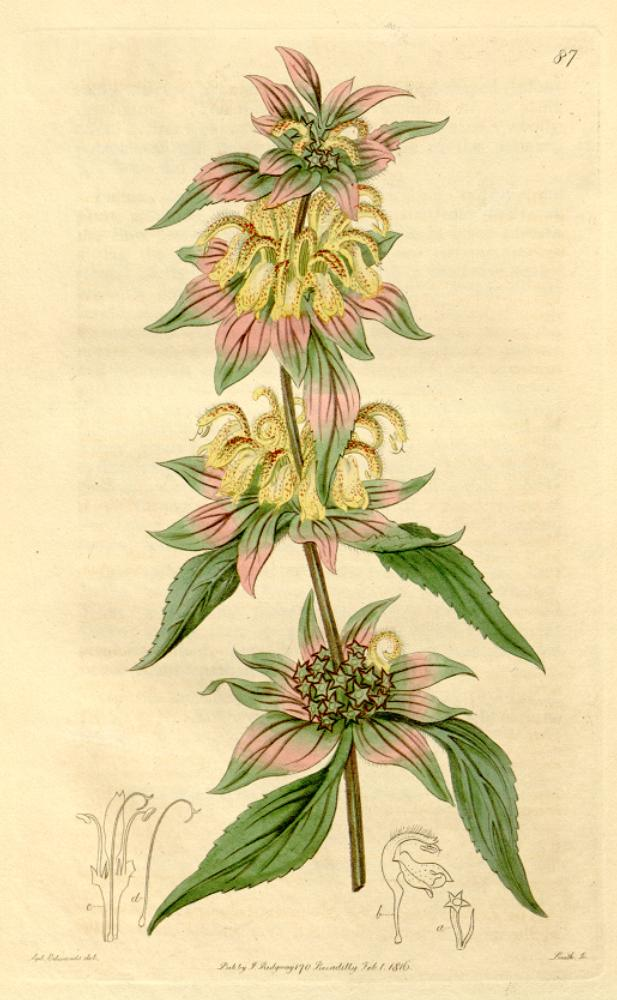
Monarda punctata
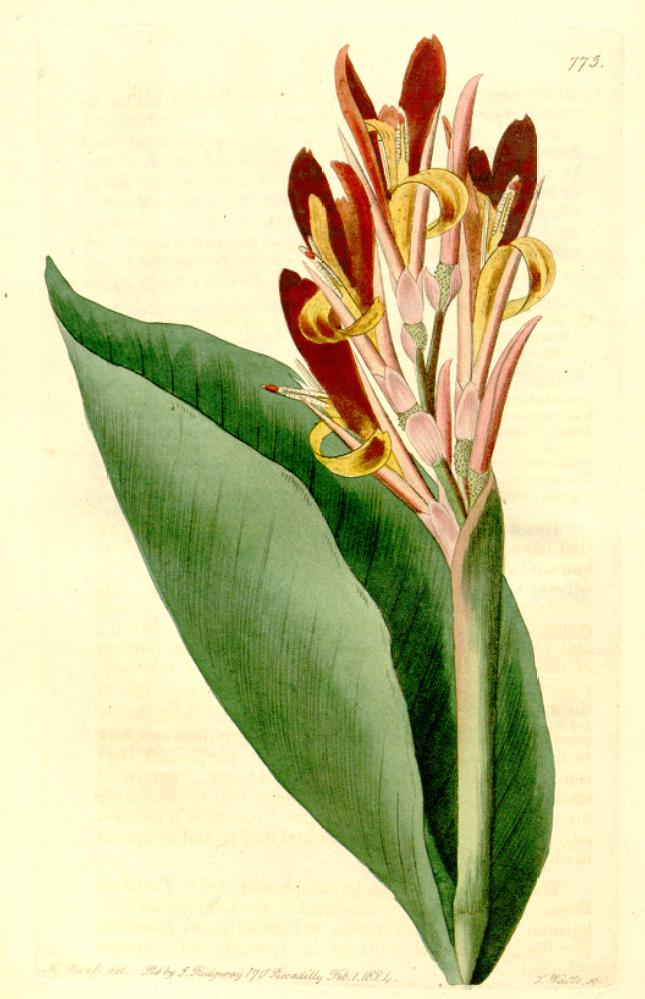
Canna edulis